# Zambezigärdsmygssångare
Zambezigärdsmygsångare (Calamonastes stierlingi) är en fågel i familjen cistikolor inom ordningen tättingar.

## Utseende och läte
Zambezigärdsmygssångaren är en långstjärtad brunaktig sångare. Undersidan är ljus med prydliga mörka tvärband. Den reser ofta stjärten likt en gärdsmyg, därav namnet. Jämfört med liknande kalaharigärdsmygssångaren kontrasterar tvärbanden tydligare mot den ljusa undersidan. Sången består av tre metalliska toner som ofta upprepas.

## Utbredning och systematik
Zambezigärdsmygssångare delas upp i fyra underarter med följande utbredning::
- C. s. stierlingi – sydöstra Angola och nordöstra Namibia till östra Tanzania och norra Moçambique
- C. s. irwini – östra Zambia till centrala Moçambique och Botswana
- C. s. olivascens – kustnära Moçambique
- C. s. pintoi – södra Moçambique och nordöstra Sydafrika

Den behandlas ibland som underart till miombogärdsmygssångaren (Calamonastes undosus).

## Levnadssätt
Zambezigärdsmygssångaren hittas i öppna lövskogar som miombo, mopane eller med Baikiaea plurijuga. Den ses vanligen i par eller smågrupper.

## Status
Arten har ett stort utbredningsområde och beståndet anses stabilt. Internationella naturvårdsunionen IUCN listar den därför som livskraftig (LC).

## Namn
Zambezi är en flod i södra Afrika som har sin källa i Zambia och rinner ut i Indiska oceanen i Moçambique.